# Басо
Басо (фр. Basseux) насеље је и општина у североисточној Француској у региону Север-Па д Кале, у департману Па де Кале која припада префектури Арас.
По подацима из 2011. године у општини је живело 138 становника, а густина насељености је износила 41,19 становника/km². Општина се простире на површини од 3,35 km². Налази се на средњој надморској висини од 106 метара (максималној 143 m, а минималној 92 m).

## Демографија
| 1962. | 1968. | 1975. | 1982. | 1990. | 1999. | 2011. |
| ----- | ----- | ----- | ----- | ----- | ----- | ----- |
| 107   | 112   | 126   | 129   | 158   | 149   | 138   |

График промене броја становника у току последњих година